# Ole och Ann-Marie Söderströms pris
Ole och Ann-Marie Söderströms pris är ett pris instiftat av Svenska Akademien 2011. Det har tillkommit genom en donation till Akademien och ska tilldelas en författare av hög litterär förtjänst. Priset delas ut vart tredje år. Prissumman är 35 000 kronor (2014).

## Mottagare
- 2011 – Eva-Marie Liffner
- 2014 – Stefan Lindberg
- 2017 – Nils Håkanson
- 2019 – Malin Kivelä
- 2020 – Jerker Virdborg[2]
- 2023 – Elin Grelsson Almestad[3]

### Fotnoter
1. ↑  ”Ole och Ann-Marie Söderströms pris”. Svenska Akademien. Arkiverad från originalet den 12 december 2014. https://web.archive.org/web/20141212053037/http://www.svenskaakademien.se/information/pressinformation/2014/ole-och-ann-marie-soderstroms-pris. Läst 2 juni 2014.
2. ↑  Ole och Ann-Marie Söderströms pris 2020. Läst 16 oktober 2021.
3. ↑  ”Hon prisas av Svenska Akademien”. Sydsvenskan. 19 maj 2023.